# Exécution forcée
L’exécution forcée  est un domaine du droit qui concerne l’utilisation de la puissance publique pour procéder à l’exécution d’un contrat ou d’un jugement. Sur la base d’un jugement exécutoire, le créancier peut demander à l’État (par un Tribunal d’exécution ou un officier public) la mise en œuvre de la décision finale du tribunal devant lequel il avait porté son affaire. 

## Application par État

### En droit québécois
En droit québécois, Les articles 679 à 701 du Code de procédure civile du Québec énoncent les règles en matère d'exécution forcée. 

### En droit suisse
En Suisse, s’il est question d’obligations pécuniaires, l’exécution forcée se fait via la procédure de poursuites (LP). Dans le cas contraire (obligations réelles, comme remettre un objet), c’est le titre 10 du code de procédure civile qui s’applique.